# 로손
주식회사 로손(일본어: 株式会社ローソン, 영어: Lawson, Inc.)은 일본의 편의점 체인점이다. 로손은 미국 오하이오주 쿠야호가 폴스에서 처음으로 점포를 열었으나, 2001년부터 다이에한테서 미쓰비시상사가 인수해 2017년부터 미쓰비시 그룹의 소속 기업이 되었다. 현재 일본에서 세븐일레븐 다음으로 규모가 큰 편의점 체인점이다.
일본 본사는 현재 도쿄도 시나가와구 오사키에 위치해있다.

## 역사

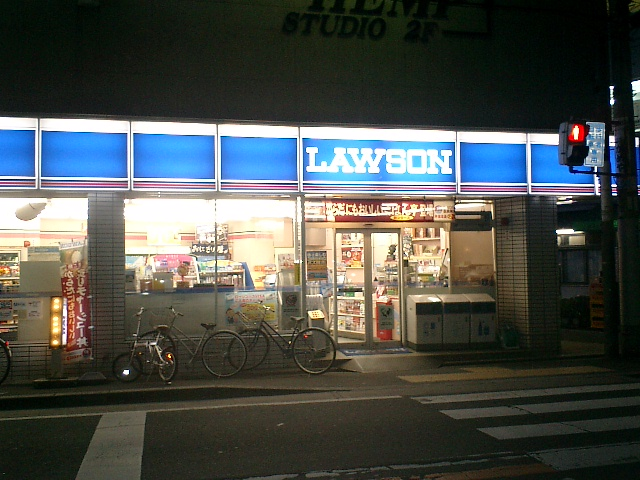
오사카부 모리구치시에 있는 점포

로손은 본래 1939년에 미국 오하이오주에 우유 판매점으로 처음 문을 열었으며, 1959년에 콘솔리데이트 푸드(Consolidated Foods)에 인수되면서 운영하다가, 1985년부터 데어리 마트(Dairy Mart)로 인수되었다. 데어리 마트는 2002년부터 모두 써클 K로 전환되었다.
일본에는 1974년에 오사카부 도요나카시부터 처음 진출하였으며, 현재 10,000여개의 매장으로 보유하고 있다.
대한민국에서는 1989년 태인유통을 통해 들어왔으나, 1995년에 코오롱그룹이 인수하였다. 이후 1999년 대한민국에서 세븐일레븐을 운영하는 롯데그룹 계열의 코리아세븐에 인수되어 대한민국에는 로손 점포가 소멸되었다.

## 일본 로손
1974년에 콘솔리데이트는 다이에와 협정을 통해 일본에 로손을 오픈하기로 계약하였으나, 2001년부터 다이에한테서 미쓰비시 상사가 인수해 2017년부터 미쓰비시 그룹의 소속 기업으로 활동하는 중이다.